# 潘训福

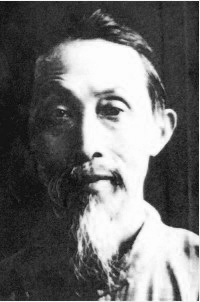

潘训福（1873年—1930年），原名潘祖彝，又名潘伟，字训初，福建南平人，中国民主革命家、中华民国政治人物。

## 生平
潘训福是清朝末年最后一科生员。清光绪廿九年（1903年），潘训福在上海和林森、林述庆等人组建旅沪福建学生会。同盟会成立后，旅沪福建学生会加盟。潘训福后任中国同盟会中部总会财务总干事。辛亥革命爆发后，潘训福任各省都督府代表联合会福建代表，南京临时参议院、北京临时参议院议员。1923年，潘训福当选参议员后北上，被曹锟收买。